# بيتر نويشتتر
بيتر نويشتتر (بالألمانية: Peter Neustädter)‏ (بالقازاقية: Петр Павлович Нейштетер)‏ هو لاعب كرة قدم ومدرب كرة قدم كازاخستاني وألماني في مركز قلب الدفاع، ولد في 16 فبراير 1966 في قره بالتا في قيرغيزستان. شارك مع منتخب كازاخستان لكرة القدم. أما مع النوادي، فقد لعب مع زينيت سانت بطرسبرغ وسبارتاك فلاديقوقاز وسيسكا موسكو وكيمنتزر وماينتس 05 ونادي تافريا سيمفروبول ونادي دنيبرو دنيبروبتروفسك ونادي كارلسروه ونادي كايرات.

## وصلات خارجية
- بيتر نويشتتر على موقع قاعدة بيانات كرة القدم.إي يو (الإنجليزية)
- بيتر نويشتتر على موقع بيانات كرة القدم. دي إي (الألمانية)
- بيتر نويشتتر على موقع ناشيونال فوتبول تيمز (الإنجليزية)
- بيتر نويشتتر على موقع عالم كرة القدم.نت (الإنجليزية)